# Walter Palmer (basket-ball)
Pour les articles homonymes, voir Palmer et Walter Palmer.
Walter Palmer, né le 23 octobre 1968, à Ithaca, dans l'État de New York, est un ancien joueur américain de basket-ball. Il évolue au poste de pivot.